# Agrotis plana
Agrotis plana là một loài bướm đêm trong họ Noctuidae.